# Eleonore Romberg
Eleonore Romberg (* 19. Juni 1923 in München-Ramersdorf; † 2. August 2004) war eine deutsche Soziologin, Aktivistin der Frauen- und Friedensbewegung und bayerische Landtagsabgeordnete.

## Leben
Sie war die Tochter von Anton Hagspiel und Antonie Hagspiel, geb. Neuner. Ihre Kindheit war überschattet von schweren Schicksalsschlägen. Sehr früh verstarb ihr Vater, den Stiefvater lehnte sie ab. Sie bekam noch vier Geschwister. Im Alter von 14 Jahren erkrankte Eleonore Hagspiel an Kinderlähmung:
Mit dem Stigma der Behinderung wurde sie nicht in den Bund Deutscher Mädel aufgenommen. Diese Ausgrenzung hatte sich nachhaltig in ihr Gedächtnis eingeschrieben, wie auch der Tod ihres Bruders als Pilot der deutschen Luftwaffe. Auch der neun Monate währende Gefängnisaufenthalt ihres Stiefvaters, der 1939 wegen unbedachter politischer Äußerungen denunziert worden war, prägten ihr Denken.
Nach dem Besuch der Handelsschule arbeitete sie als kaufmännische Angestellte in einer Buchdruckerei und ab 1946 als Sekretärin von Alois Hundhammer, dem damaligen CSU-Fraktionsvorsitzenden im Bayerischen Landtag, ohne selbst CSU-Mitglied gewesen zu sein. Ihr Lebensgefährte, der Arzt Ernst-Heinrich Romberg, war 1. Vorsitzender im Deutschen Kulturbund. 1951 wurde Eleonore Hagspiel fristlos entlassen, da sie angeblich Ernst-Heinrich Romberg auf eine Reise in die DDR begleitet haben soll. Daraufhin kehrte sie in ihren erlernten Beruf zurück. Im Jahre 1953 heiratete sie Ernst-Heinrich Romberg. die Ehe blieb kinderlos.
Nach dem Begabtenabitur 1961 studierte sie bis 1966 Soziologie, Philosophie und Psychologie an der Universität München. Von 1966 bis 1971 war Romberg Dozentin an der Ellen-Ammann-Schule, dann Professorin für Soziologie und Gemeinwesenarbeit an der Katholischen Stiftungsfachhochschule für Sozialwesen in München, in die die Ellen-Ammann-Schule integriert wurde.
Sie war seit 1953 Mitglied, von 1971 bis 1972 Vizepräsidentin, dann von 1972 bis 1974 und von 1986 bis 1992 Präsidentin der deutschen Sektion der Internationalen Frauenliga für Frieden und Freiheit (IFFF). 1976 trat sie pro forma aus, da ihr seitens der römisch-katholischen Kirche ein Berufsverbot drohte.
Von 1986 bis 1990 war sie Abgeordnete im Bayerischen Landtag (Unabhängige Kandidatin), Offene Liste der Fraktion der Grünen und im Fraktionsvorstand. 

## Auszeichnungen
Eleonore Romberg war Trägerin des Bayerischen Friedenspreises der Deutschen Friedensgesellschaft, der Medaille München leuchtet in Silber der Stadt München, sowie postum der Kerschensteiner-Medaille der Stadt München (2004).
In dem Münchener Stadtteil Obersendling wurde 2017 eine Straße nach ihr benannt.